# Àliga de Tarragona

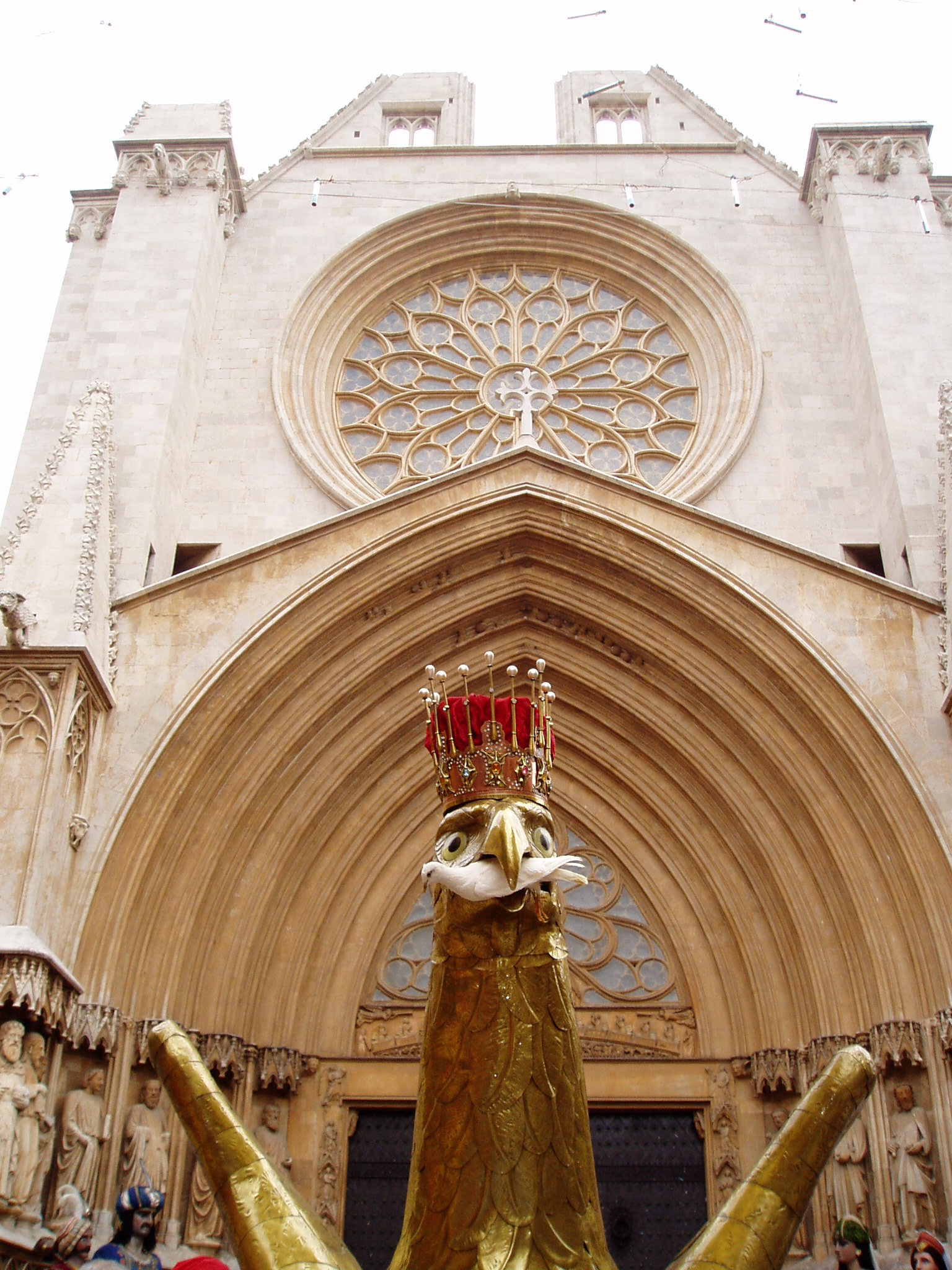
L'Àliga i la Catedral de Tarragona

L'Àliga de Tarragona és una de les bèsties del Seguici Popular tarragoní. És un dels elements protagonistes de la Baixada de la nit del 21 de setembre, una cercavila multitudinària que se celebra dos dies abans del dia de Santa Tecla.

## Descripció
La peça és una magnífica obra escultòrica cisellada per Antoni Mas en llautó damunt una estructura de ferro, portada únicament per un home. Té un pes aproximat de 95/90 kg després de la seva restauració. Al cap hi llueix una corona inspirada en la de l'antic comte tarragoní, el normand Robert Bordet, obra del Taller de Joieria Blázquez tot i que la figura original duia corona reial. Al pit hi té quatre ones de color grana pròpies de l'escut de la ciutat a través de les quals el portador pot veure-hi. Durant les cercaviles sol ballar al so de les marxes i pasdobles com l'Amparito Roca. Els seus portadors vesteixen uns pantalons i una samarreta daurats, una faixa i un mocador vermell al cap.

## Història
Històricament, només les ciutats i viles amb privilegis reials podien lluir una Àliga, emblema de Sant Joan Evangelista. Les primeres referències daten del 1531, any en què començà a sortir portada per la Confraria de Sant Eloi dels ferrers i els argenters. Aquesta confraria era de nova implantació i es creà per dividir-se de la Confraria dels Fusters. En aquests inicis, la bèstia apareixia a les processons de Corpus i Santa Tecla, on ballava prop de la Custòdia o del Braç de santa Tecla. L'any 1588 es produí la separació dels argenters i els ferrers, i aquests últims van quedar a càrrec de la bèstia. El 1580 el capítol catedralici va donar consentiment perquè l'Àliga es pogués guardar dins la Seu. Això no obstant, dotze anys després, es van produir una sèrie d'incidents entre els portadors i l'Església, ja que alguns càrrecs d'aquesta van voler impedir la participació de l'Àliga a les festes i van amenaçar els portadors amb l'excomunió.
La presència de la bèstia continuà fins al 1804, en què desapareix a causa de la Guerra del Francès. A partir de la guerra se n'han trobat poques notícies. Probablement va tornar als carrers fins a l'any 1851, coincidint amb l'extinció del Gremi de Ferrers que la gestionava.
L'Àliga fou recuperada el 1986 emprant la mateixa fórmula mixta usada amb el Drac: entre el Ball de diables i l'Ajuntament. La seva reconstrucció es va dur a terme amb tècniques artesanals, semblants a les que es devien haver emprat en l'antic exemplar, i inspirant-se en l'Àliga de Girona.
Des de fa pocs anys una versió reduïda de l'Àliga portada per la canalla balla també a l'anomenada Santa Tecla Petita.

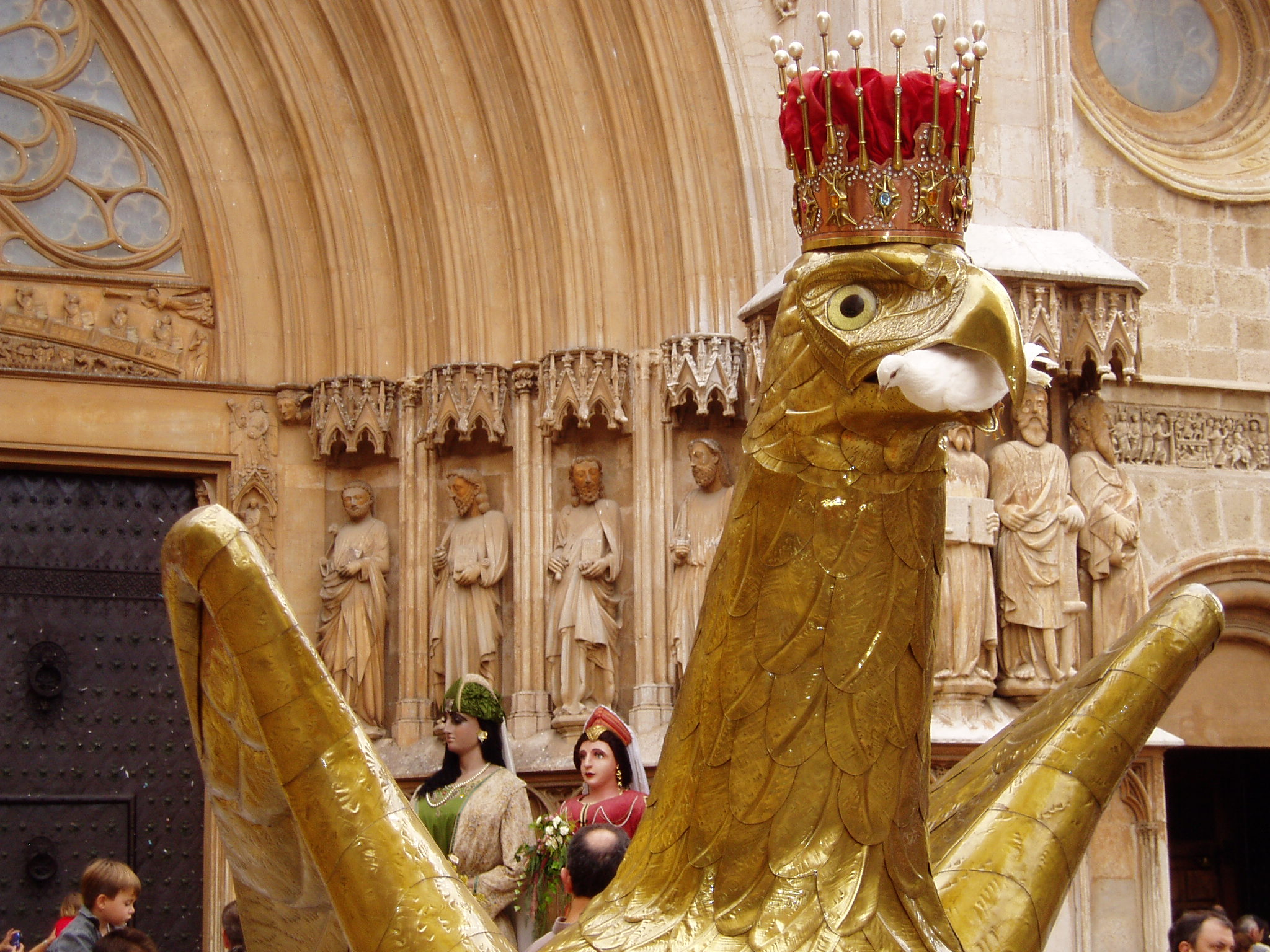
L'Àliga aturada al Pla de la Seu
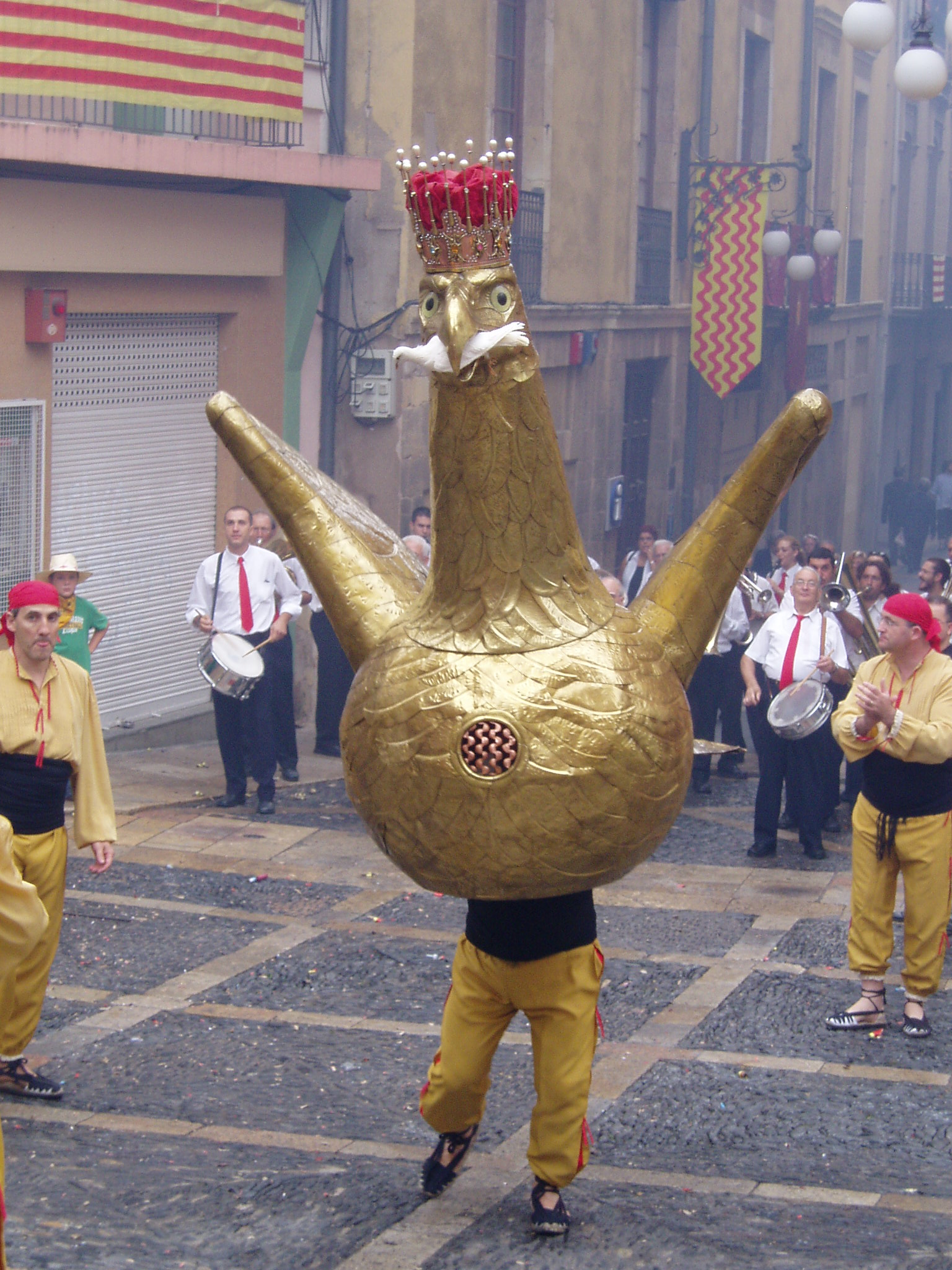
L'Àliga ballant a la Plaça de les Cols
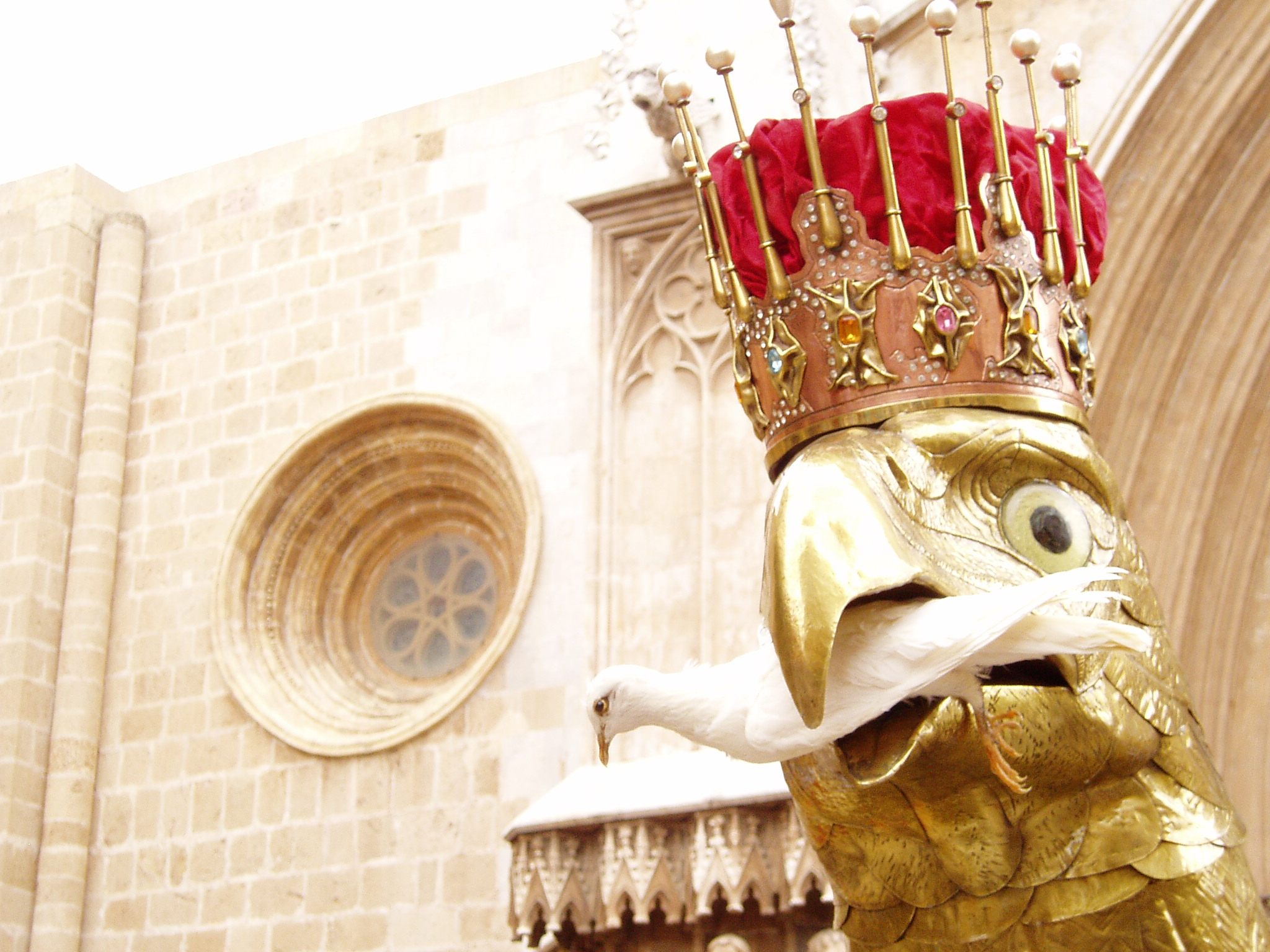
El cap i el colom
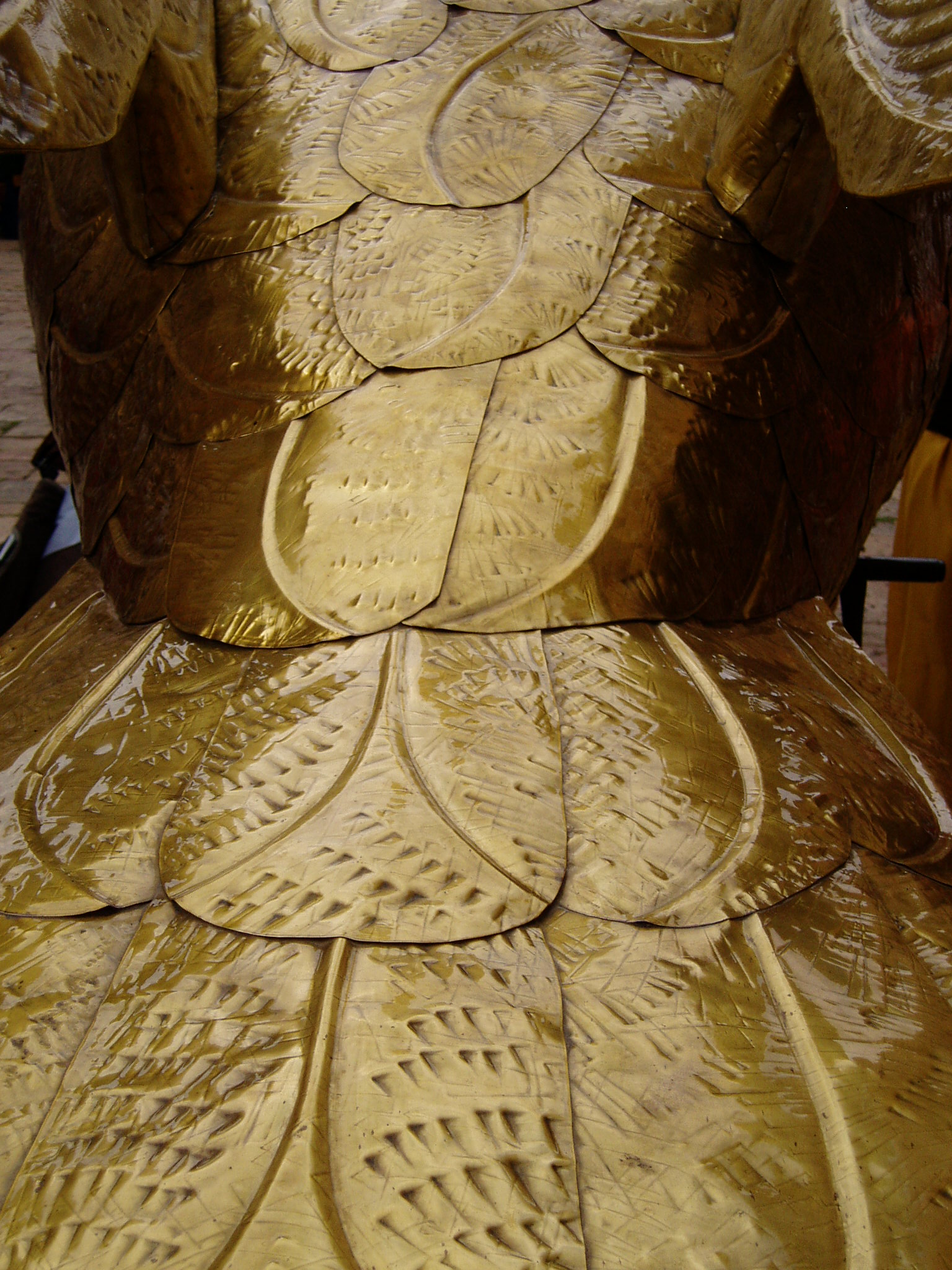
Les plomes fetes de llautó